# 国道B1号 (ナミビア)

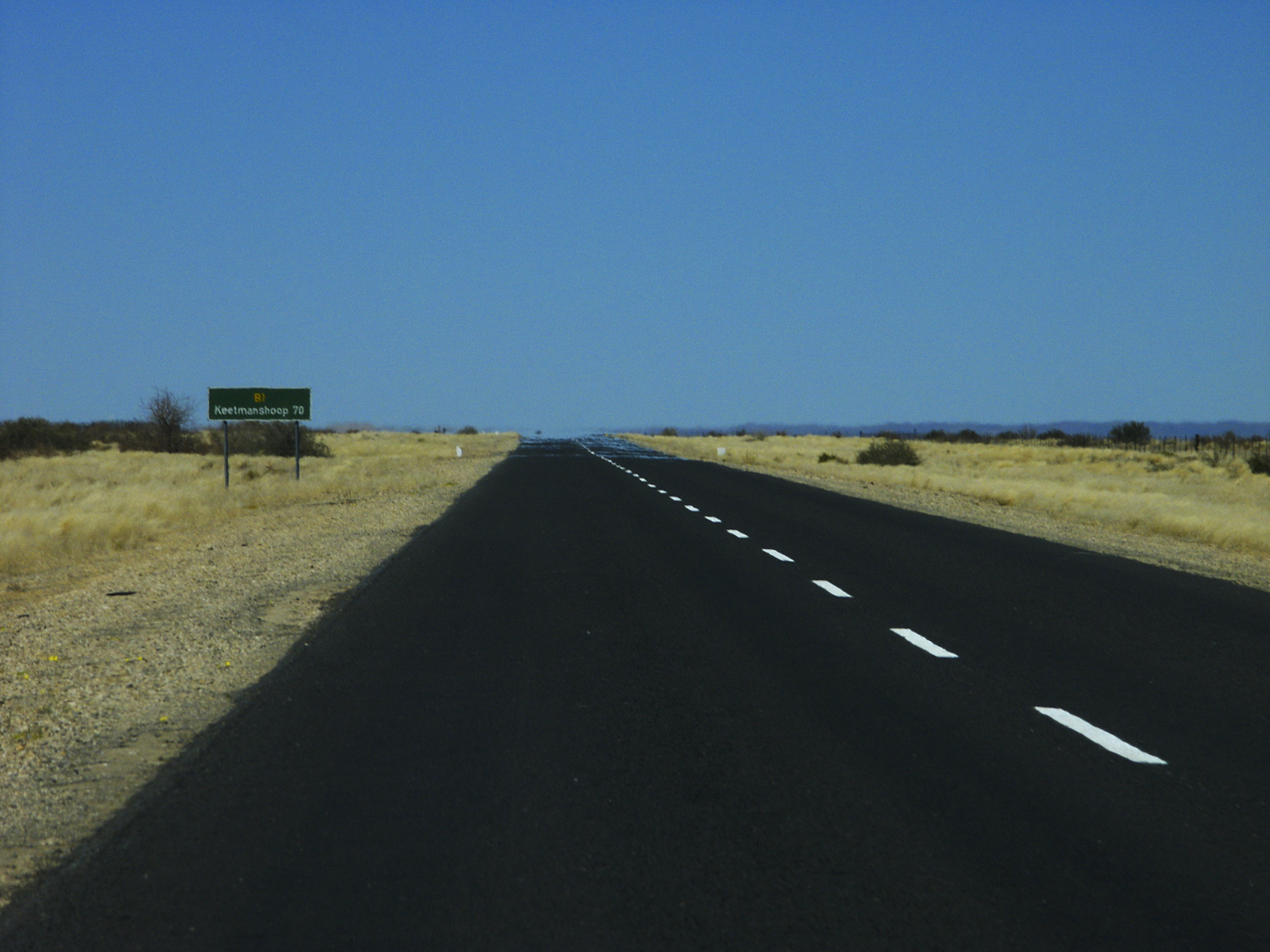
国道B1号

国道B1号（こくどうビーいちごう、英:The B1、独:Nationalstraße B1）は
、ナミビアで最も重要な国道であり、ナミビアの国土を南北に縦貫している。ヌァードゥワーの南ア国境からオシカンゴ北方のアンゴラ国境までを繋いでいる。この道路が通過する主要な都市は北から順にオシカンゴ、オンダングァ、ツメブ、オタビ、オジワロンゴ、オカハンジャ、ウィントフーク、レホボス、マリエンタール、ケートマンスフープ、ヌァードゥワーが挙げられる。